# Dorota Serwa
Dorota Serwa (ur. 15 czerwca 1972 w Szczecinie) – polska muzykolog i menedżer kultury. Dyrektor Filharmonii im. Mieczysława Karłowicza w Szczecinie (2012–2023). Producentka wydarzeń artystycznych, autorka publikacji z zakresu muzykologii i dziedzictwa kulturowego, współproducentka, redaktorka i wydawca albumów z dziedziny muzyki, sztuki i fotografii. Od 2023 Dyrektor Wydziału Kultury UM Szczecin.

## Życiorys
Absolwentka średniej szkoły muzycznej w Szczecinie i Uniwersytetu im. Adama Mickiewicza w Poznaniu.
Pracę zawodową rozpoczęła w 1991 w Polskim Radiu Szczecin jako redaktor oraz producent audycji muzycznych i publicystycznych. Współpracowała z TVP Szczecin, szczecińską prasą oraz Radiowym Centrum Kultury Ludowej Polskiego Radia. W 1995 r. rozpoczęła współpracę z Pomorską Fundacją Wspomagania Wsi – organizowała i prowadziła warsztaty muzyczne, sprawowała opiekę merytoryczną i organizacyjną nad zespołami ludowymi. Rok później zaczęła pracę w Państwowej Szkole Muzycznej II stopnia im. Feliksa Nowowiejskiego w Szczecinie. Prowadziła zajęcia z zakresu historii muzyki, wiedzy o muzyce, realizowała też autorski program z zakresu muzyki popularnej.
Podczas studiów doktoranckich na Uniwersytecie im. Adama Mickiewicza w Poznaniu (1999–2001) prowadziła zajęcia dydaktyczne z dziedziny folkloru polskiego i krajów europejskich, muzyki kultur pozaeuropejskich oraz proseminarium z muzyki rozrywkowej i krytyki muzycznej. Prowadziła wykłady i ćwiczenia z zakresu tradycji muzycznych i tożsamości kulturowej na Uniwersytecie Mikołaja Kopernika w Toruniu oraz z zakresu komunikacji medialnej na Akademii Humanistycznej im. Aleksandra Gieysztora w Pułtusku. Ukończyła też Studium Zarządzania Zasobami Ludzkimi (2005) i studia podyplomowe Edytorstwo i rynek książki (2009). W latach 2002–2004 była zastępcą dyrektora Narodowego Centrum Kultury w Warszawie. Od 2004 r. jest ekspertem ds. funduszy europejskich w Fundacji Edukacji Ekonomicznej i wykładowcą Polskiej Akademii Nauk na kierunku Zarządzanie kulturą.
W latach 2006–2012 pełniła funkcję kierownika Działu Edukacji Kulturalnej oddziału Muzeum Powstania Warszawskiego oraz kierownika Fotoplastikonu Warszawskiego. Była odpowiedzialna za realizację szeregu wydarzeń kulturalnych, m.in. festiwalu „Niewinni Czarodzieje” i imprezy Warszawiacy śpiewają (nie)zakazane piosenki. Od 2016 r. wchodzi w skład Rady ds. Instytucji Artystycznych działającej przy Ministrze Kultury i Dziedzictwa Narodowego. Z tego tytułu brała udział m.in. w pracach Ogólnopolskiej Konferencji Kultury.
Jako dyrektor Filharmonii w Szczecinie (od 2012 r.) przeprowadziła instytucję przez okres modernizacji, zmiany siedziby oraz nowych wyzwań artystycznych i organizacyjnych. Zwiększyła liczbę koncertów symfonicznych, kameralnych i recitali. Poszerzyła ofertę edukacyjną kierowaną do rodzin z młodszymi dziećmi, przedszkoli i szkół, a także seniorów. Wprowadziła do programu Filharmonii nowe formy, jak np. koncerty jazzowe, koncerty muzyki elektronicznej i folkowej, a także sinfonietty. Siedzibę Filharmonii wypełniły pokazy filmowe, wystawy plastyczne, warsztaty, performance. Instytucja posiada także bogatą listę wydawnictw książkowych i płytowych.

## Publikacje
Publikacje z zakresu fotografii, muzykologii, dziedzictwa kulturowego, muzyki, upowszechniania kultury i edukacji kulturalnej:
- „Morowe panny”, CD, 2012
- „Śpiewnik dawnej Warszawy”, śpiewnik + CD, 2012[6]
- „Radiowy Kabaret Starszych Panów”, 2011/2012, 4 x CD[7]
- „Ze śpiewnika Starszych Panów”, CD, 2011[8]
- „A Look Of Freedom. Jan A. P. Kaczmarek - Live in Concert”, CD + DVD, 2011[9]
- Adama Pierończyka „Komeda The Innocent Socerer”, CD, 2011[10]
- „Wawa2010.pl”, CD, 2010
- „Gajcy, Szyc, Pierończyk”, CD, 2010[11]
- „Gajcy” na 65. rocznicę wybuchu Powstania Warszawskiego, CD, 2009[12]
- „(Roz)poznaj Warszawę. Nieznane fotografie z rodzinnych archiwów 39-45”, album fotograficzny, 2009[13]
- „Mój śpiewnik powstańczy”, śpiewnik + CD, 2008[14]
- „ppor. Eugeniusz Lokajski ps. Brok”, album fotograficzny, 2008[15]

## Nagrody i wyróżnienia
- 1998 – stypendium Ministerstwa Kultury i Sztuki „Ludowa kultura muzyczna Ziemi Szczecińskiej” (dokumentacja ustnej tradycji muzycznej wsi szczecińskich, promocja i aktywizacja kulturowa środowisk wiejskich)
- 2010 - nagroda „Mazowieckie Zdarzenie Muzealne – Wierzba”, przyznawaną przez Urząd Marszałkowski Województwa Mazowieckiego. Muzeum Powstania Warszawskiego zostało wyróżnione II miejscem za wydarzenie „Warszawiacy śpiewają (nie) ZAKAZANE PIOSENKI” (7), (8) w kategorii „Najlepsza impreza, pokaz, ekspozycja w plenerze – zorganizowana poza terenem muzeum” (koordynator projektu).
- 2011 - Nagroda Redakcji Gazety Wyborczej WDECHA 2010 w kategorii „Wydarzenie roku” za warszawski festiwal Niewinni Czarodzieje (koordynator projektu)[16],
- 2013 – Medal Stulecia Urodzin Witolda Lutosławskiego. Jako dyrektor Filharmonii w Szczecinie Dorota Serwa zrealizowała szereg projektów zainspirowanych twórczością Witolda Lutosławskiego lub jej poświęconych, m.in. cykl koncertów Do Lutosa i z powrotem, projekt edukacyjny dla dzieci Lutofonie oraz projekt Genius Lutos, który powstał w celu włączenia do uczestnictwa w kulturze osób niepełnosprawnych umysłowo. Dodatkowo zainicjowała projekt International Lutosławski Youth Orchestra, który miał na celu wprowadzenie młodzieży w tajniki wykonawstwa muzyki współczesnej pod kierunkiem doświadczonych pedagogów. Jego kulminacją był koncert finałowy, który odbył się 6 września 2013 r. Druga edycja projektu ILYO odbędzie się we wrześniu 2014[17].
- 2017 – Szczecinianka Roku 2016. Tytuł przyznano za poziom zarządzania rozpoznawalną także poza granicami kraju szczecińską instytucją, przy jednoczesnym promowaniu Szczecina poprzez sztukę, a także doceniono działania artystyczne, które wypełniają nową siedzibę Filharmonii[18].
- 2018 – Medal Stulecia Stowarzyszenia Autorów ZAiKS za działalność na rzecz polskiej kultury i muzyki[19].
- 2021 – Nagroda ZAiKS-u za popularyzację polskiej muzyki współczesnej[20].